# Густава Кароліна Мекленбург-Штреліцька
Густава Кароліна Мекленбург-Штреліцька (нім. Gustave Caroline von Mecklenburg-Strelitz, 12 липня 1694 — 13 квітня 1748) — принцеса Мекленбург-Штреліцу з Мекленбурзького дому, донька першого герцога Мекленбург-Штреліцького Адольфа Фрідріха II та принцеси Мекленбург-Гюстровської Марії, дружина герцога Мекленбург-Шверінського Крістіана Людвіга II.

## Біографія
Народилась 12 липня 1694 року в Нойштреліці. Була п'ятою дитиною та четвертою донькою в родині мекленбурзького принца Адольфа Фрідріха та його першої дружини Марії Мекленбург-Гюстровської. Мала старшого брата Адольфа Фрідріха. Сестри померли немовлятами до її народження.
У віці шести років втратила матір. Батько через два місяці, уклавши договір із Фрідріхом Вільгельмом Мекленбург-Шверінським, отримав з розділеного гюстрова землі Ратцебургу, Штаргарду, Мірова та Немерова, з яких утворив нове герцогство Мекленбург-Штреліц. Наступного року він побрався з Йоганною Саксен-Гота-Альтенбурзькою, а після її смерті — з Крістіаною Емілією Шварцбург-Зондерсгаузенською. Від цього союзу принцеса мала єдинокровного брата Карла.
У 20 років стала дружиною свого кузена, Крістіана Людвіга Мекленбурзького, якому за два дні виповнювався 21 рік. Весілля відбулося 13 листопада 1714 року у Гюстрові. У подружжя народилося п'ятеро дітей
У 1728 році Імперська надворна рада передала управління Мекленбург-Шверіном Крістіану Людвігу.
Густава Кароліна пішла з життя 13 квітня 1748 році у Шверіні. Була похована у крипті місцевої церкви Святого Миколая.

## Родина

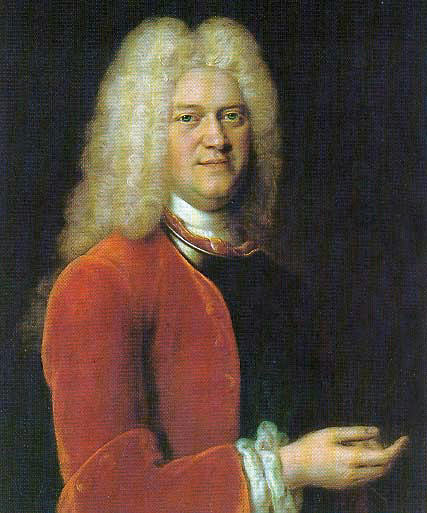
Портрет Крістіана Людвіга пензля невідомого майстра

Чоловік —Крістіан Людвіг Мекленбурзький
Діти:
- Фрідріх (1717—1785) — герцог Мекленбург-Шверіну у 1756—1785 роках, був одружений з принцесою Вюртемберзькою Луїзою Фредерікою, дітей не мав;
- Ульріка Софія (1723—1813) — настоятелька монастиря у Рюні у 1728—1756 роках, одружена не була, дітей не мала;
- Людвіг (1725—1778) — був одружений з принцесою Саксен-Кобург-Заальфельдською Шарлоттою Софією, мав сина та доньку;
- Луїза (10 лютого—12 червня 1730) — прожила 4 місяці;
- Амалія (1732—1775) — черниця Герфордтського монастиря.